# Igor Karkarov
Igor Karkarov (Engels: Igor Karkaroff) is een personage uit de Harry Potterboeken, geschreven door J.K. Rowling. Hij komt voor het eerst voor in het vierde deel, Harry Potter en de Vuurbeker. In dat deel komen er afgevaardigden van twee andere tovenaarsscholen (Beauxbatons en Klammfels) naar Zweinstein voor het Toverschool Toernooi. Karkarov is schoolhoofd van Klammfels. Tijdens het toernooi blijkt dat de tekens op de linkerarmen van de Dooddoeners weer sterker worden, waaruit blijkt dat de krachten van heer Voldemort groter worden. Karkarov heeft gedurende de dertien jaar durende afwezigheid van Voldemort niets gedaan om Voldemort te zoeken of te helpen en wordt bang. Wanneer blijkt dat Voldemort echt herrezen is, vlucht hij. In het zesde boek komt men te weten dat men het lijk van Igor Karkarov heeft gevonden.
In het zesde deel van de Harry Potterreeks wordt hij, enkele maanden na zijn onderduiken, gedood door een Dooddoener, als wraak van Voldemort omdat Karkarov hem verlaten heeft. Dat hij pas gevonden en vermoord zou zijn na een aantal maanden, is het gevolg van het feit dat Voldemort zijn dood op dat moment niet zo belangrijk vond.